# 케트 막 마가크
케트 막 마가크(아일랜드어: Cet mac Mágach)는 아일랜드 신화의 얼스터 대계에 등장하는 인물이다. 코나크타의 전사로, 울라의 코날 케르나크의 적수이다.
어떤 전승들에서는 케트가 코날의 어머니 핀드코엠과 남매지간, 코날과는 숙질간이라고도 한다.
라긴 사람 막 다 호의 집에서 연회가 벌어졌을 때, 코나크타와 울라의 여러 전사들이 쿠라드미르를 놓고 각자의 업적을 자랑하며 다투었다. 케트는 전사들 각각을 자신이 어떻게 이겼는지 들먹이며 그들 모두의 입을 다물게 만들었다. 케트가 쿠라드미르를 가져가려는 순간 코날 케르나크가 도착했다. 코날은 자신이 케트보다 우위에 있다고 주장했고, 케트는 패배를 인정했다. 그러나 자신의 동생 아늘룬이 있었다면 그가 코날의 우위에 있었을 것이라고 주장했다. 그러자 코날은 방금 잘라온 아늘룬의 머리를 케트에게 던져주는 것으로 응수했다.
케트는 울라의 왕 콘코바르 막 네사를 죽였는데, 그 이야기는 이러하다. 코날이 라긴의 왕 메스 게그러를 죽이고 그 뇌를 굳힌 것을 트로피삼아 차고 다녔는데, 케트가 그것을 훔쳐다가 무릿매로 던져 콘코바르의 머리통에 파묻었다. 콘코바르의 의사들은 왕을 죽이지 않는 이상 이 이물질을 빼낼 방법을 찾지 못했다. 그래서 대충 봉합한 뒤 왕에게 지나치게 흥분하지 않는다면 목숨을 부지할 수 있다고 말했다. 7년이 평화롭게 흘러간 끝에 콘코바르는 그리스도가 죽었다는 소식을 듣게 되었다. 그는 분노했고, 그 바람에 뇌가 터져 죽었다.
어느 겨울날 케트가 울라로 습격을 나가 울라 남자 스물일곱 명을 죽이고 그 수급들을 베어갔다. 눈이 내렸기에 코날은 케트의 흔적을 추적할 수 있었다. 코날은 케트를 따라잡았지만 그를 대적하기 주저했는데, 전차를 몰던 마부가 그를 겁쟁이라 비난하자 마음을 고쳐먹고 나서게 되었다. 둘이는 한 여울에서 일 대 일 결투를 벌였고, 격렬한 싸움 끝에 코날이 케트를 죽였으며 코날 본인도 빈사상태에 빠졌다.